# Nouvelle Vague (1990)
Nouvelle Vague (französisch für "Neue Welle") ist ein französischer Film aus dem Jahr 1990, geschrieben und inszeniert von Jean-Luc Godard. Er erzählt die Geschichte des Herumtreibers Lennox (Alain Delon), genannt Er (im Original Lui), der von der wohlhabenden Industriellen Elena Torlato-Favrini (Sie bzw. Elle, gespielt von Domiziana Giordano) aufgenommen wird. Der Film lief 1990 bei den Filmfestspielen von Cannes.
Der Film ist in 18 kurze Kapitel durch Zwischentitel unterteilt, die überwiegend lateinisch sind (z. B. zu Beginn Incipit lamentatio = "Beginn des Klagelieds") und hat eine mythische Anmutung. Die Dialoge und gesprochenen Kommentare bestehen aus literarischen Zitaten. Ort und Zeit der Handlung sind unbestimmt, das Schlossgelände, auf dem sich alles abspielt, liegt von der Welt abgeschieden, Diener und andere Nebenfiguren erzeugen eine formelle, statische Atmosphäre. Ein Mensch stirbt und steht wieder auf. Am Ende werden alle Diener entlassen und das Paar fährt gemeinsam zu neuen Abenteuern wie in einem Märchen. Godard, selbst in sehr wohlhabender Familie aufgewachsen, zeigt ein Märchen. Doch er bricht die märchenhafte Struktur gelegentlich mit subversiven Dialogzeilen, die die Basis der Situation zeigen: Die gehobene Lebensweise beruht nur auf dem Geld der reichen Protagonistin.

## Handlung
Contessa Elena Torlato-Favrini (ihr Nachname stammt aus „Die barfüßige Gräfin“) ist eine reiche italienische Industrielle, die auf einem weitläufigen Anwesen am Genfer See lebt. In ihrer Gesellschaft befinden sich der Gärtner Jules, dessen Frau Yvonne, ihre Tochter Cécile, der Chauffeur Laurent und die Sekretärin Della La Rue (oder Della Street, eine Anspielung auf Erle Stanley Gardners Perry-Mason-Geschichten). Zu Beginn des Films unternimmt Elena alleine eine Spritztour und begegnet Roger Lennox (sein Nachname stammt vielleicht aus dem Chandler-Roman „Der lange Abschied“), der mit einem Koffer zu Fuß unterwegs war und von einem Lastwagen von der Straße gedrängt wurde. Roger bietet Elena die Hand, und Elena nimmt sie (das „Wunder der leeren Hände“ aus „Tagebuch eines Landpfarrers“). Die Reihe von Gesprächen, die ihre Beziehung ausmachen, beginnt.
Die Erzählung geht weiter, und Roger ist nun Elenas Gigolo. Er vergöttert sie und gehorcht ihrem Gefolge, bestehend aus Elenas Anwalt Raoul Dorfman, Raouls Freundin, dem Doktor (einem von Elenas Aktionären) und dessen Frau Dorothy Parker, Schriftstellerin. Nach einer Reihe von Episoden, in denen beide Partner ihre Unzufriedenheit miteinander ausdrücken und gemeinsam über Reue grübeln, beschließt Elena, mit einem Motorboot über den See zu fahren, um ein paar Freunde zu besuchen. Roger fährt das Boot und hält gehorsam an, als Elena baden möchte, weigert sich jedoch, sie zu begleiten, da er nicht schwimmen könne. Durch ein Missgeschick fällt Roger ins Wasser, als Elena wieder ins Boot steigt. Elena sieht ihm beim Ertrinken zu, hilft ihm aber nicht.
Die Diener und Raoul versuchen, Rogers Existenz rasch zu vertuschen. Doch dann taucht ein Mann auf, der genau wie Roger aussieht. Er nennt sich "Richard" Lennox und behauptet, Rogers Bruder zu sein. Er weiß von dem Bootsunfall und nutzt dies als Druckmittel, um eine von Elenas Firmen zu übernehmen. Während Roger zuvor passiv und fügsam war, ist Richard nun gerissen und aggressiv; Elena ihrerseits ist nun gefügig.
Der Machtkampf erreicht seinen Höhepunkt in einer Wiederholung der Bootsszene. Nun ist es Lennox, der beschließt, mit dem Boot hinauszufahren (diesmal ein Ruderboot), und Elena fällt ins Wasser, offenbar unfähig zu schwimmen. Richard, zunächst ebenso gleichgültig wie sie es war, ergreift schließlich Elenas Hand und rettet sie. Elena erkennt, dass Richard und Roger identisch sind („derselbe, aber anders“). Es wird nicht thematisiert, wie und warum er überlebt hat. Es stellt sich ein Gleichgewicht ein. Richard hat eine steuernde Aufgabe in Elenas Geschäften übernommen, doch Elena behält die Kontrolle. Mit neuer Kraft verabschiedet Elena ihre Angestellten (Richard hatte zuvor den Verkauf des Anwesens arrangiert), und Elena und Richard fahren fort, offenbar auf zu weiteren Abenteuern als Gleichberechtigte.

## Musik
- Paolo Conte: Blue Tango
- David Darling: Far Away Lights, Solo Cello, Clouds, Solo Cello And Voice
- Gabriella Ferri: A Zaza
- Paul Giger: Crossing
- Paul Hindemith: Mathis der Maler (Grablegung), Trauermusik, Mathis der Maler (Versuchung des heiligen Antonius), Sonate für Viola (1937), Sonate für Bratsche allein Op. 25/1
- Heinz Holliger: Trema für Violoncello solo
- Werner Pirchner: Kammer-Symphonie, Sonate vom rauen Leben, Do You Know Emperor Joe, Kleine Messe um „C“ für den lieben Gott
- Dino Saluzzi: Winter, Transmutation, Andina
- Arnold Schoenberg: Verklärte Nacht
- Jean Schwartz: Charta Koa
- Patti Smith: Distant Fingers

## Hintergrund
Die Dialoge des Films bestehen fast nur aus Zitaten verschiedener literarischer Quellen, etwa von Georges Bataille, Raymond Chandler, Fjodor Dostojewski, William Faulkner, André Gide, Ernest Hemingway, Karl Marx, Arthur Rimbaud, Jean-Jacques Rousseau, Arthur Schnitzler, Mary Shelley und Dante Alighieri. Der Chauffeur fragt Lennox’ Figur regelmäßig: „Wurden Sie schon einmal von einer toten Biene gebissen?“ – eine Anspielung auf Howard Hawks’ „Haben und Nichthaben“ mit Bogart und Bacall. Godards frühere Filme waren schon voller Zitate und Anspielungen, doch dies sein erster Film, in dem sie ausschließlich verwendet werden, eine Praxis, die er in Filmen wie Film Socialisme und Adieu au Langage fortgeführt hat. Dies ist auch der erste von vielen Filmen, bei dem Godard die Musik für den Soundtrack aus dem Katalog von ECM Records nahm, während er in den 80er Jahren klassische Musik einsetzte. ECM wiederum hat einen kompletten Soundtrack zum Film von Anfang bis Ende veröffentlicht, einschließlich der Filmmusik, der Dialoge und der Umgebungsgeräusche.
Delon, der Hauptdarsteller, war damals schon 55 Jahre alt und hatte noch nie zuvor mit den Regisseuren der französischen Nouvelle Vague gedreht, im Gegensatz zu seinem großen Konkurrenten Jean-Paul Belmondo. Mit der Rolle in Nouvelle Vague schloss er diese Lücke in seiner Karriere. Die Dreharbeiten dauerten zwei Monate und fanden überwiegend in einem Herrenhaus am Genfer See statt. Delon und Godard stritten oft, weil Godard ständig die Texte änderte, was Delon nicht gewohnt war. Der Kameramann William Lubtchansky erinnerte sich später, Godard sei auch gegenüber ihm unerträglich gemein und aggressiv gewesen; er arbeitete nie wieder mit ihm.

## Themen
Die Filmhandlung kann als Allegorie auf die Filmgeschichte verstanden werden. Godard selbst verglich seinen doppelten Protagonisten (Roger bzw. Richard) mit dem alten und neuen Regisseuren: Leute wie Griffith, Stroheim, Welles wurden erfolgreich und verschwanden wieder. Dann übernimmt die neue Welle, zu denen auch Godard selbst gehört. Die erste Idee zu Nouvelle Vague entwickelte er 1964 mitten in der Glanzzeit dieser neuen französischen Welle, fand aber zunächst keinen Produzenten. 1988 griff er den Plan wieder auf. Die erste Synopsis lautete dann sehr knapp "Eine Frau. Reich, schön, autoritär. Am Steuer ihres BMW überfährt sie einen Kerl auf der Straße." Im darauffolgenden Jahr bot er Alain Delon die Hauptrolle an, der von seinen stereotypen Krimirollen gelangweilt war und sofort akzeptierte.

## Rezeption
Vincent Canby schrieb in einer zeitgenössischen Kritik in der New York Times, dass der Film kaum mehr als ein „abendfüllender Lippenstift-Werbespot“ sei und schlussfolgerte, dass „nur Leute, die die großen Godard-Filme verachten, ... von diesem hier nicht enttäuscht sein können“. Sein abschließendes Urteil lautete „die Party ist vorbei“ bezogen offenbar auf den Film und auf Godards ganze Karriere. Dagegen wurde der Film auch hochgelobt und von Kritikern wie James Hoberman und Jonathan Rosenbaum als einer der besten Filme des Jahres gefeiert. Canbys Meinung wurde auch von späteren Kritikern und Wissenschaftlern bestritten. In seinem Buch The Films of Jean-Luc Godard: Seeing the Invisible widmet David Sterritt dem Film ein ganzes Kapitel und nennt ihn ein „komplexes Werk“, das „besonders starke Bezüge zu Hail Mary und den anderen ‚erhabenen‘ Filmen“ aufweise. Auch Kaja Silverman und Harun Farocki widmen dem Film in ihrem Buch Speaking About Godard ein ganzes Kapitel. Basierend auf sechs Kritiken hat Nouvelle Vague auf dem Kritikaggregator Rotten Tomatoes eine Zustimmungsrate von 67 %.